# Skranta
Skranta es un barrio de la ciudad de Karlskoga (Suecia). Limita con los barrios de Skogsrundan por el sur, Bregården por el este, y Aggerud por el sur.
Skranta ha sido retratado en varias películas y documentales, por ejemplo Tabita på Skrantabacken por Mia Skäringer.